# パリエータ
パリエータ（イタリア語: Paglieta）は、イタリア共和国アブルッツォ州キエーティ県にある、人口約4,300人の基礎自治体（コムーネ）。

## 地理

### 位置・広がり

#### 隣接コムーネ
隣接するコムーネは以下の通り。
- アテッサ
- カザルボルディーノ
- フォッサチェジーア
- ランチャーノ
- モッツァグローニャ
- サンタ・マリーア・インバーロ
- トリーノ・ディ・サングロ

## 行政

### 分離集落
パリエータには、以下の分離集落（フラツィオーネ）がある。
- Boccagrande, Caravotti, Colle Caringi, Colle Martino, Colle la Civita, Collemici, Coste D'Annunzio, Fonte Rania, La Selva, Marraone, Molina, Monaci, Pedicagne di Colle Martino, Piana del Mulino, Piano la Barca, Piano Saletti, Pinciare, Pranciarella, Prato, Ranco, Saletti, Saletti d'Intrione, San Martino, San Nicola, Sant'Egidio, Santa Maria in Fiore, Sinaglia, Torre, Turaglie, Valle del Pozzo.